# Dawid Konarski
Dawid Andrzej Konarski (Świecie, 31 agosto 1989) è un pallavolista polacco, opposto del Warta Zawiercie.

## Carriera

### Club
La carriera di Dawid Konarski inizia nell'annata 2008-09 con la maglia del Łuczniczka Bydgoszcz, società militante in Polska Liga Siatkówki, massimo campionato polacco, dove resta per cinque stagioni, mentre per il campionato 2013-14 viene tesserato dall'Asseco Resovia; nel biennio in maglia biancorossa vince la Supercoppa polacca 2013 e lo scudetto 2014-15.
Nel campionato 2015-16 passa allo ZAKSA, dove resta per due stagioni aggiudicandosi due scudetti e la Coppa di Polonia 2016-17.
Nell'annata 2017-18 si trasferisce per la prima volta all'estero, accasandosi allo Ziraat Bankası, club militante nella Efeler Ligi turca, ma già nel campionato seguente fa ritorno in Polonia, vestendo la maglia dello Jastrzębski Węgiel.
Dopo un biennio nel club di Jastrzębie-Zdrój, per la stagione 2020-21 viene ingaggiato allo Czarni Radom mentre in quella seguente veste la maglia del Warta Zawiercie, sempre in Polska Liga Siatkówki.

### Nazionale
Durante il periodo a Bydgoszcz viene convocato dalla nazionale Under-21 polacca, con la quale prende parte al campionato mondiale di categoria 2009.
Nel 2012 viene convocato per la prima volta in nazionale maggiore: il debutto è datato 11 maggio 2012, in un'amichevole contro l'Australia. Con la selezione polacca conquista due titoli iridati consecutivi (2014 e 2018) e la World League 2012, il bronzo alla Coppa del Mondo 2015 e al campionato europeo 2019.
Il 17 aprile 2022 annuncia il proprio ritiro dalla nazionale.

## Palmarès

### Club
- Campionato polacco: 3

2014-15, 2015-16, 2016-17
- Coppa di Polonia: 1

2016-17
- Supercoppa polacca: 1

2013

### Nazionale (competizioni minori)
- Memorial Hubert Wagner 2015
- Memorial Hubert Wagner 2016
- Memorial Hubert Wagner 2017
- Memorial Hubert Wagner 2018
- Memorial Hubert Wagner 2019

### Premi individuali
- 2015 - Memorial Hubert Wagner: Miglior attaccante
- 2017 - Coppa di Polonia: Miglior opposto
- 2017 - Coppa di Polonia: MVP
- 2017 - Memorial Hubert Wagner: Miglior opposto
- 2019 - Coppa di Polonia: Miglior servizio
- 2019 - Memorial Hubert Wagner: Miglior attaccante